# Kiureng-At
Kiureng-At (en rus: Кюренг-Ат) és un poble de la república de Sakhà, a Rússia, que el 2018 tenia 202 habitants, pertany al districte de Namtsi.